# Софийская духовная семинария
Софийская духовная семинария имени прп. Иоанна Рыльского (болг. Софийска духовна семинария «Свети Иван Рилски») — среднее специальное учебное заведение Болгарской православной церкви. Наряду с Пловдивской семинарией является главной кузницей кадров Болгарской церкви.

## История
Основана в 1876 году как Самоковское богословское училище. В 1903 году при участии царя Фердинанда I семинария переводится в Софию в район современного квартала Лозенец.
С 1944 по 1946 год комплекс семинарских зданий был передан в пользование Советской армии, с 1946 по 1950 году — Союзу болгаро-советской дружбы. Все это время семинария продолжала использовать малую часть семинарских зданий, пока в 1950 году власти не потребовали полного её перемещения в Черепишский монастырь. С 1950 года в семинарских корпусах размещают Дворец пионеров.
Весной 1990 года комплекс семинарских зданий и прилегающая территория были возвращены Софийской духовной семинарии.
В настоящее время в семинарии обучается 160 студентов в возрасте от 14 до 19 лет по пятилетнему курсу и 116 студентов с оконченным средним образованием в возрасте выше 20 лет по ускоренному — двухлетнему курсу.

## Ректоры
- 1903—1904 — Йоаким Бакалов
- 1904—1906 — архимандрит Климент (Шивачев)
- 1906—1912 — архимандрит Неофит (Караабов)
- 1912—1916 — архимандрит Макарий (Стамов)
- 1916—1917 — Йоаким Бакалов
- 1917—1923 — епископ Драговитийский Павел (Константинов)
- март — август 1923 — архимандрит Климент (Янев)
- 1923—1926 — епископ Величский Михаил (Чавдаров)
- 1926—1931 — архимандрит Борис (Разумов)
- 1931—1936 — епископ Траянопольский Анфим (Шивачев)
- 1936—1938 — епископ Смолянский Евлогий (Георгиев)
- 1938—1941 — епископ Драговитийский Харитон (Вылчев-Аджамовский)
- 1941—1944 — архимандрит Николай (Кожухаров)
- 1944—1946 — Атанас Караянев
- 1946—1971 — епископ Смолянский Тихон (Казасов)
- 1971—1986 — епископ Браницкий Герасим (Боев)
- 1 июля 1986—1987 — архимандрит Иоанн (Стойков)
- 1987—1988 — протопресвитер Николай Шиваров
- 1988—1990 — епископ Знепольский Игнатий (Димов)
- 1990—1994 — епископ Константийский Григорий (Стефанов)
- март — июнь 1994 — епископ Знепольский Игнатий (Димов)
- 1994—1996 — архимандрит Серафим (Геновский)
- 1996—2009 — епископ Величский Сионий (Радев)
- 1 июля 2009 — 30 ноября 2010 — архимандрит Сергий (Шапков)
- 30 ноября 2010 — ноябрь 2011 — ставрофорный иконом Захарий Дечев
- 16 ноября 2011 — 12 июня 2017 — Димитр Костадинов
- 13 июня 2017 — 9 июля 2024 — епископ Браницкий Пахомий (Лозанов)
- с 9 июля 2024 — архимандрит Мелетий (Спасов)

## Известные выпускники
- Максим (Патриарх Болгарский)
- Борис Недков (1910—1975) — болгарский востоковед тюрколог.
- Геласий (Михайлов), митрополит Нью-Йоркский[1]
- Борис (Добрев), епископ Агатонийский
- Николай (Севастиянов), митрополит Пловдивский
- Феоктист (Димитров), представитель Болгарского Патриархата в Москве